# Ageratella
Ageratella là một chi thực vật có hoa trong họ Cúc (Asteraceae).

## Loài
Chi Ageratella gồm các loài: